# Igreja de São Nicolau (Valeta)

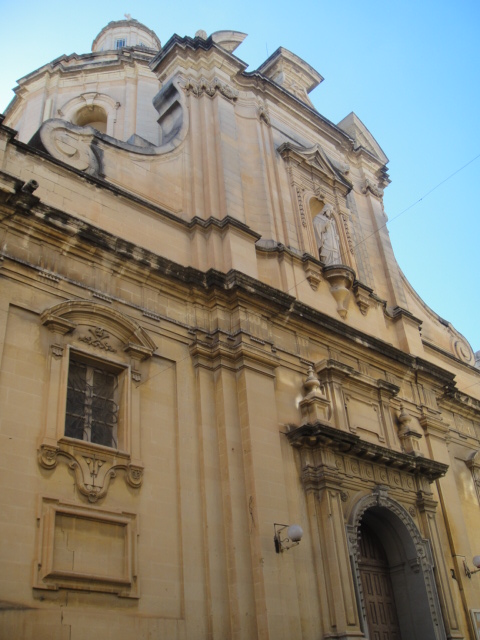
Igreja de São Nicolau

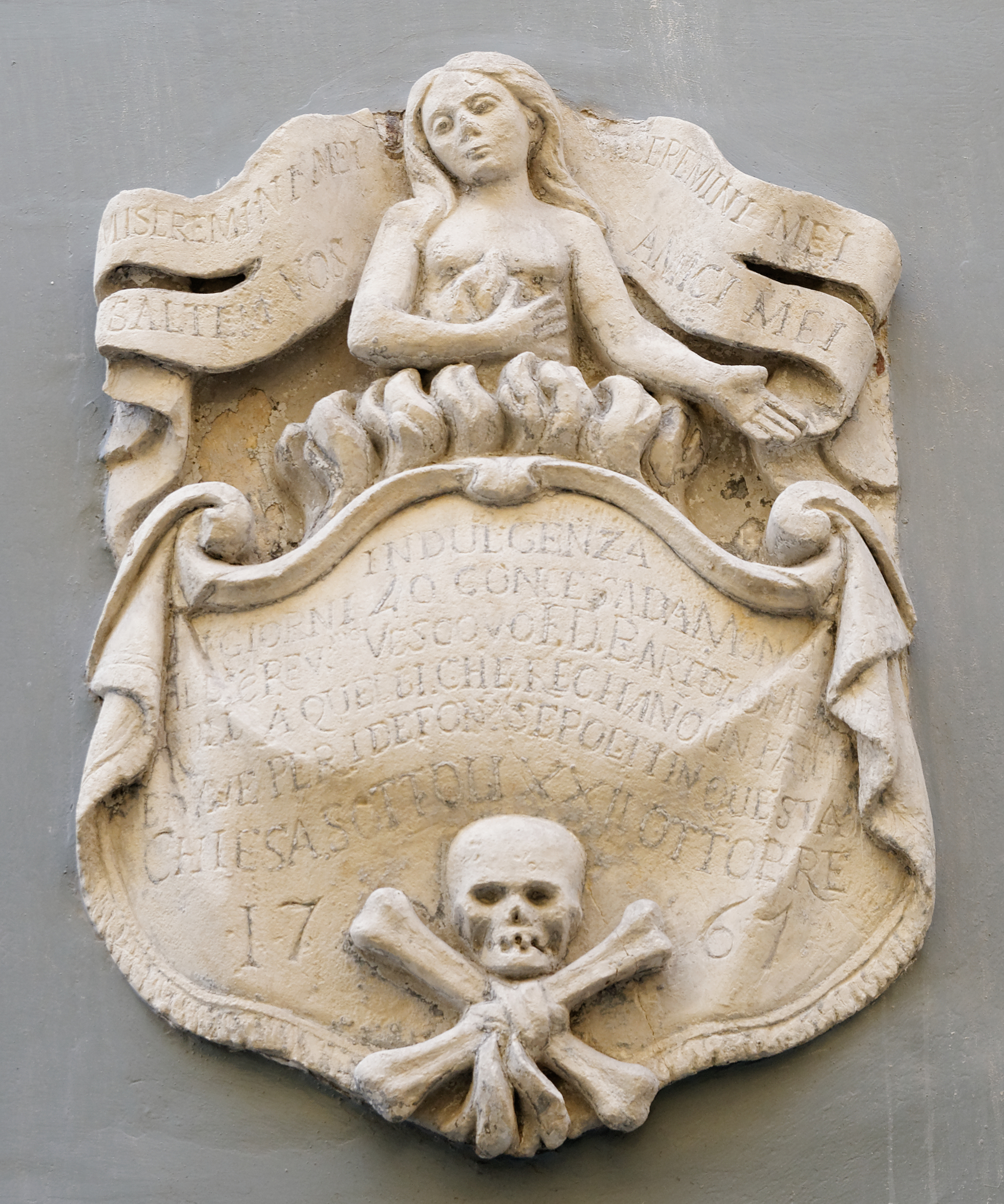
Alívio sobre uma indulgência de 40 dias fora da igreja

A Igreja de São Nicolau é uma igreja na cidade de Valeta, em Malta.